# 萌え絵批判
萌え絵批判（もええひはん）は、萌え絵や萌えキャラの描写に対する批判である。

## 概要
日本において特に政府、自治体、企業等のPR活動などにおいて萌え絵を使用すること（萌えおこし等）は、性的対象化や女性差別、公共性、ポリティカル・コレクトネス、表現の自由といった観点から物議を醸すことがある。
世間一般の美少女、美男子（美少年）コンテンツに対する偏見は根強く、クリエイター側も広く公開される意識が薄い。両者の認識のズレが反発を招き失敗につながるケースがある。批判の大半は「性表現の問題」だとしている。中村泰之は、興味がない人に対して誤解を招かないようなキャラクターデザインが求められるが、2019年現在、一般に公開しても問題が起きにくいキャラクターデザイン手法の研究は少ないとする。その中で起きている事象。偏見の影響があるのか、2015年の公益財団法人東京市町村自治調査会の調査報告書によると、公営は「ゆるキャラ」が85.5%、「ご当地ヒーロー」が0.9%、「萌えキャラ（美少女キャラクター）」は0.7%で、民営は「ゆるキャラ」が77.2%、「ご当地ヒーロー」が11.4%、「萌えキャラ（美少女キャラクター）」は3.0%と両者ともゆるキャラが多いが、民営はそれ以外の比率が高くなる状況ではある。萌えキャラベースの人気作品「デ・ジ・キャラット」の作者でイラストレーターのこげどんぼ*は、2021年の報道番組にて「『萌え』という言葉は30年近く経つ古い言葉」とし、「（当時は）今でいう“推し“という感じで使っていた」「（言葉を使う人の）多くが男性であったために、二次元（イラストベース）のものに性的なものを感じて騒いでいるんじゃないかという偏見、蔑視も出てきた」、一方「ゆるキャラの場合は分かりやすくかわいいので、子どもからお年寄りまで愛される（利点がある）」と語る。
日本でかつてあった美少女漫画や美少女アニメのブームがピークだった1985年（昭和60年）9月に実写の少女写真雑誌が当局によって摘発された。ブームの中でだんだんと表現が過激さを増していたことに社会的な批判が高まっていたからである。さらに1988年（昭和63年）には東京・埼玉連続幼女誘拐殺人事件が起き、被疑者はアニメと特撮のマニアだったことが判明、ジャンルが激しいバッシングを受けた。
逆境の中、1997年（平成9年）に佐賀県佐賀郡大和町（現・佐賀市）の職員によって初のご当地萌えキャラクターといわれる「まほろちゃん」が創作された。作者は「小さな町だったので、好き勝手にやらせてもらいました」と語る。狙っていなかったが、ネット上で「お役所でも美少女キャラ」と話題になり、タオル等グッツ販売にも繋がった。2009年3月に肥前国庁跡資料館でオリジナルのしおりを配布したところ関東地方からもファンが訪れ、前年の同月比3倍の来館者を記録した。
同時期の1990年代後半から海外での日本のアニメコンテンツの評価が高まった。2000年代になると日本の輸出産業として国家的に位置づけられた。価値のない文化から資源になった。

## 事例

### 日本政府

#### 環境省のCOOL CHOICE
環境省は2016年より「気候変動対策と温室効果ガス削減」をテーマにCOOL CHOICEという運動を行ってきたが、調査で若年層（10代後半～20代）に認知度が低いことが分かった。そこで、アピールには（若年層に浸透している）萌えキャラが有効だと考えデザインを公募し、ネット投票で人気のキャラを絞って決定した。そこで2017年に誕生したのが2人の女子高生イメージキャラクター「君野イマ」と「君野ミライ」であり、約1億2,000万円を投じてPRを行った。
このことがネット上で物議を醸し、例えばポルノ被害と性暴力を考える会（PAPS）理事の北原みのりは、2017年4月、ニュースサイトに「萌えキャラは性差別！」というコラムを公開した。また、2017年3月25日付の東京新聞のコラムでは、アナウンサーでアラビア語講師の師岡カリーマが、「男の性的欲望を刺激してこそ女、という発想に基づく美のコンセプト自体が時代遅れ」「『そそり顔』同様、性差別ともとれる『萌え』の概念を、政府には推進して欲しくない」と述べている。
ニューズウィーク日本版でも、「PRのアニメが必要なら、大人や子供、男女問わずに誰が見てもいい作品にしなければ意味がない」「国民の行動変化よりも、国のエネルギー政策、エコロジー政策のほうが重要」であり、「税金は一部のアニメファン向けのアニメ作品ではなく、具体的にその問題を解決するために使ってほしい」と指摘されている。
環境省の担当者によると、2017年3月の時点では「男性キャラも登場させる計画もある」「環境省には苦情などは来ておりません」としていたが、2020年8月の時点では男性キャラは登場しておらず、批判についても「さまざまな意見があるのは重々承知しています」としている。

#### 温泉むすめ
温泉むすめとは、各地の温泉地をキャラクター化（擬人化萌えキャラクター）し、アニメや漫画、ゲームなどのメディアミックスで地域活性化するコンテンツであり、2019年6月からは観光庁による後援を受けている。
2021年にキャラクターデザインが性的だなどとインターネット上で炎上した。一部のプロフィールについて、「他の温泉むすめのスカートをめくりたがる」「夜這いを待っていて寝不足気味」「肉感もありセクシー」などの箇所が、女性差別的だと批判を受ける。

### 都道府県・市区町村

#### 三重県志摩市による碧志摩メグの起用
碧志摩メグは三重県志摩市をPRするために作成された海女をモチーフとした萌えキャラクターであるが、志摩市が一時キャラクターを公認したが、当初の絵柄についてモチーフとされた海女たちや市民の一部から「女性蔑視」だとして反発を招き、運営者のマウスビーチ側が市に公認撤回を依頼し、市は公認を撤回。非公認となった。

#### 千葉県警察による戸定梨香の起用
戸定梨香とは、千葉県のご当地VTuberとして活動し、同県松戸市に関するプロモーション等の活動を行っている。
2021年7月、千葉県警が戸定を起用した交通安全啓発の動画を作成・公開した。この動画はいくつかのメディアで取り上げられたが、千葉県警は「使用しているキャラクターが、適切じゃないのではとのご意見をいただいた」として2021年9月10日までに動画を削除した。この削除に先立って、8月26日に全国フェミニスト議員連盟が「公共機関である警察が、女児を性的対象とするアニメキャラクターを採用することは絶対にあってはならない」という旨の抗議を行っていた。その後、議連への批判が起きるなど、公的機関の広報のあり方や表現の自由をめぐる議論が沸き起こった。

### 公共性の高い民間団体

#### NHKのキズナアイ起用
2018年10月、ノーベル医学・生理学賞発表に伴い、NHKが毎年行っているNHK特設サイトの「まるわかりノーベル賞」に、バーチャルYouTuberのキズナアイが起用された。

##### 批判意見
弁護士の太田啓子が、Twitterで「NHKノーベル賞解説サイトでこのイラストを使う感覚を疑う。女性の体はしばしばこの社会では性的に強調した描写されアイキャッチの具にされるがよりによってNHKのサイトでやめて」と主張した。イラストが「性的に強調」に当たるかどうかでネットで論争となり、「乳袋、脚を出したショートパンツ、股間の皺は性的である。男性ならペニスがパンツからはみ出ているのと同じ」といった意見や、「これが性的とされるなら、現実でそのような格好をする女性の差別に繋がるのではないか」といった意見が挙がった。
武蔵大学社会学部教授の千田有紀は、Yahoo!ニュースに記事を掲載した。キズナアイの相槌部分を抜き出し、以下のように主張した。
- キズナアイに割り振られた役割は、基本的に相槌である。それは、女性に与えられてきた役割である。ある意味で、性別役割分業を再生産している。
- 人間の魅力やルックスも能力のひとつとして重視されるようになってきており、とくに若い女性に対しても「性的に魅力的であれ」という圧力は強まっている。その一方で、女性が普通に勉強をし、働くことに対してのサポートが、十分にあるとはいいがたい。
- キズナアイの代わりに、せめて白衣の女性が立ち、きちんと受け答えをしてくれていたら、女子学生はどれだけ励まされただろうか。
- 国家に介入されないように、私たち市民がオープンに表現について語ることが必要だ。
- 本当に表現したいなにかがあるのなら、さまざまな配慮があることによって、それをくぐることによって、その表現はいっそう磨かれ、光り輝く。
- ハーバマスの市民的公共性が必要[41][42]。

##### 擁護意見
評論家で編集者の荻上チキはTBSラジオ『荻上チキ・Session-22』にて、以下のように述べた。
- 聞き手としての女性を再生産してしまう懸念は懸念として共有したほうがいいが、アシスタント役に女性を配置することそのものが一切いけないわけではない。
- NHKにキズナアイを載せてはいけないとは個人的には思わない。
- このラジオでも女性が聞き役と言う役割の再生産をしている。
- （性差別やジェンダー問題を）考えるきっかけにするべきである。

### 民間団体他

#### 児童書のアニメ絵・萌え絵の起用
2018年10月、「子供向けの本に萌え絵やアニメ絵が使われるのは有害である」とTwitterで批判がおき、炎上したことで、日本テレビの情報番組『スッキリ』に取り上げられた。萌え絵、アニメ絵を批判した炎上は頻繁に起きており、2017年には絵本の絵柄の変遷を紹介したツイートが話題となっていた。
『せかいめいさくアニメえほん』の河出書房新社は、「絵本萌え絵論争が囂しいですが、弊社の『せかいめいさくアニメえほん』は作家さんたちに『萌え絵を描いてください』とお願いしたものではなく『子ども自身が飛びつく絵を』という発注のため『なぜ萌え絵にしたのか』としきりと質問され困惑、担当者も何度説明しても理解してもらえず苦慮しています。」とツイートした。

#### 反論
児童文学評論家の赤木かん子は、「萌え絵を表紙に起用することの是非よりも、萌え絵に文句を言う大人にセンスがあるのかどうかの方が問題」「大多数の大人は、自分のセンスが古くなっていることにも気づけない」とし、子どもに売れているとは子どもたちが認めたということであり、それがこれからの世界の定番になっていくとした。大人のセンスで絵柄をどうこう言うよりも、予算を決めて子どもを本屋に連れて行き、「3カ月分をつぎ込んでも、この図鑑がほしい」など子供に自分の頭で考えさせることで、決断を下せる人間に育てることが大切だと述べた。

## 大阪府のガイドライン
大阪府は、2021年3月に策定した「男女共同参画社会の実現をめざす表現ガイドライン」の中で、「外見のみを切り離さずに、人格を持った多様な姿で描くように」と呼びかけた。大阪府は、男性を起用する場合と同様に、伝えたい内容にあった表現を心がけ、偏見や思い込みを見直すことが重要だとしている。
9月末になってこのガイドラインが拡散されるようになると、ガイドラインで例示されたイラストに描かれた人物が「男女共同参画ちゃん」と名付けられてTwitter上で投稿された。「（イラストに描かれた人物は）ピアスなどファッションに気を使っている。『人格を持った多様な姿』ではないか」「（イラストを見て）『不思議の国のアリス』が好きだと想像できる。人格が無いと言い切れない」といった指摘が上がった。